# Петтенкофен, Август фон
Август фон Петтенкофен (нем. August von Pettenkofen; 10 мая 1822[…], Вена — 21 марта 1889[…], Вена) — австрийский художник.

## Биография
Родился в 1822 году в Вене в семье крупного землевладельца и коммерсанта Антона Петтенкофена и его жены Марии-Анны, урождённой фон Несперн, происходившей из дворянской семьи. После смерти отца Август фон Петтенкофен воспитывался в Вене вместе со своим двоюродным братом, поэтом Фердинандом фон Зааром. В 1834 году он поступил в Венскую академию художеств, где стал приверженцем (а в дальнейшем и одним из наиболее ярких представителей) художественного стиля бидермейер. 
С 1841 по 1843 год художник проходил военную службу, а в 1848 году, в ходе подавления Венгерского восстания, выехал на театр военных действий, для создания рисунков к репортажам. В 1852 году Петтенкофен отправился в Париж, где познакомился с пейзажной живописью Барбизонской школы. В 1866 году он стал членов Венской академии художеств, а в 1872 году — Мюнхенской академии. За свой художественный вклад, в 1876 году он был возведён в дворянство (посвящён в рыцари) и получил право именоваться: риттер (рыцарь) Август фон Петтенкофен. 
В 1870-е годы художник почти ежегодно ездил в Венецию. 
Скончался в 1889 году в Вене.

## Галерея

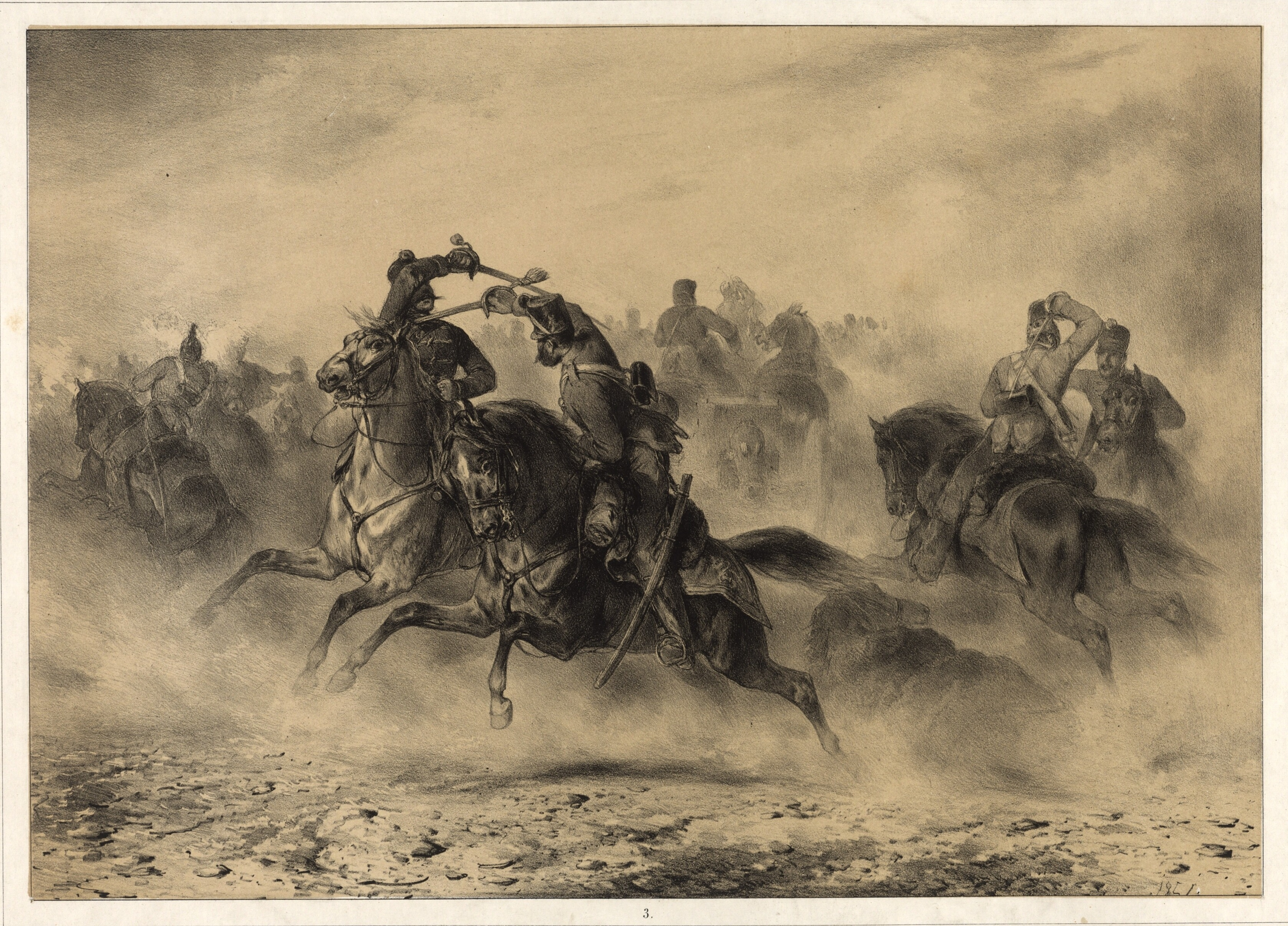
Эпизод Сегединского сражения
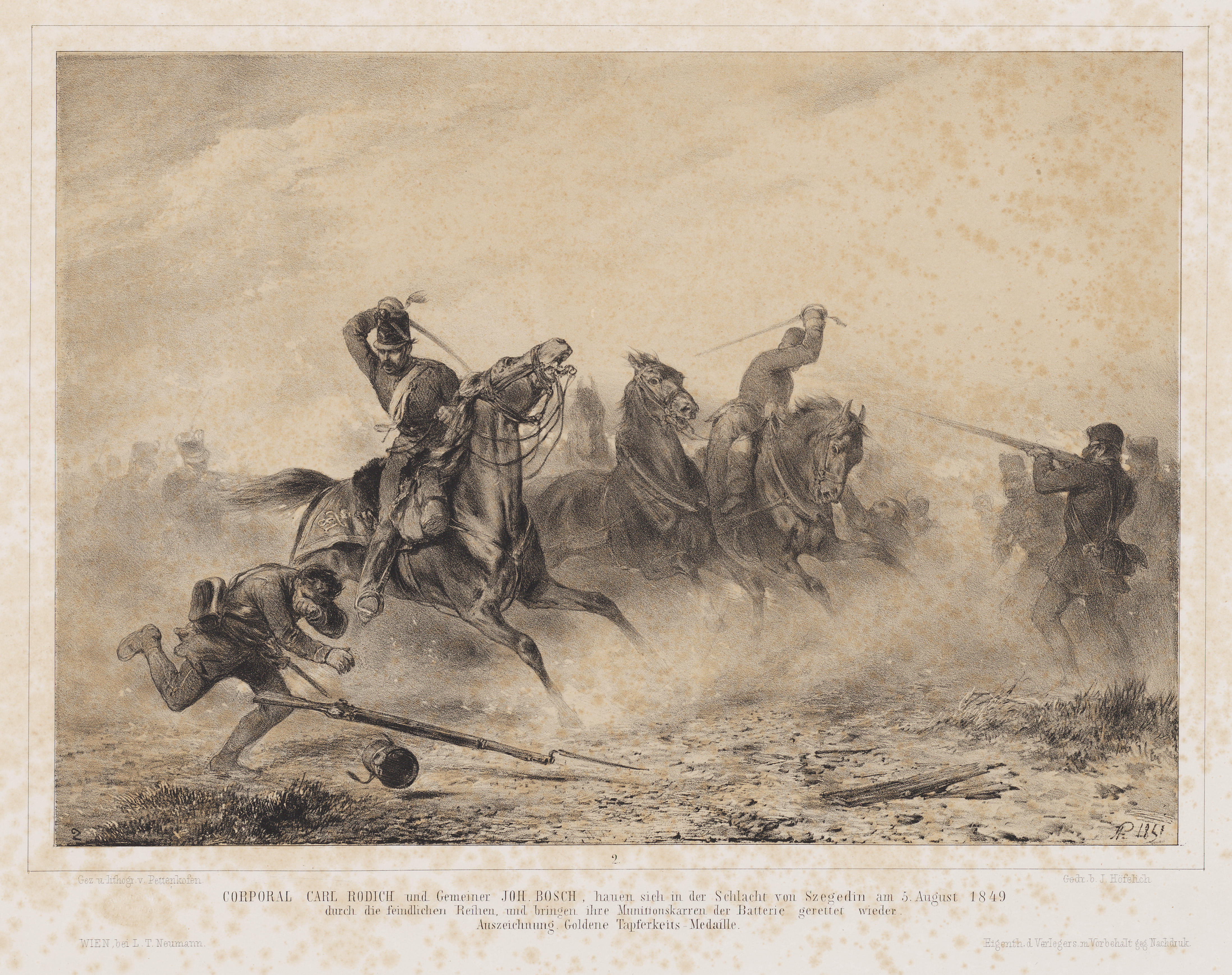
Эпизод Сегединского сражения
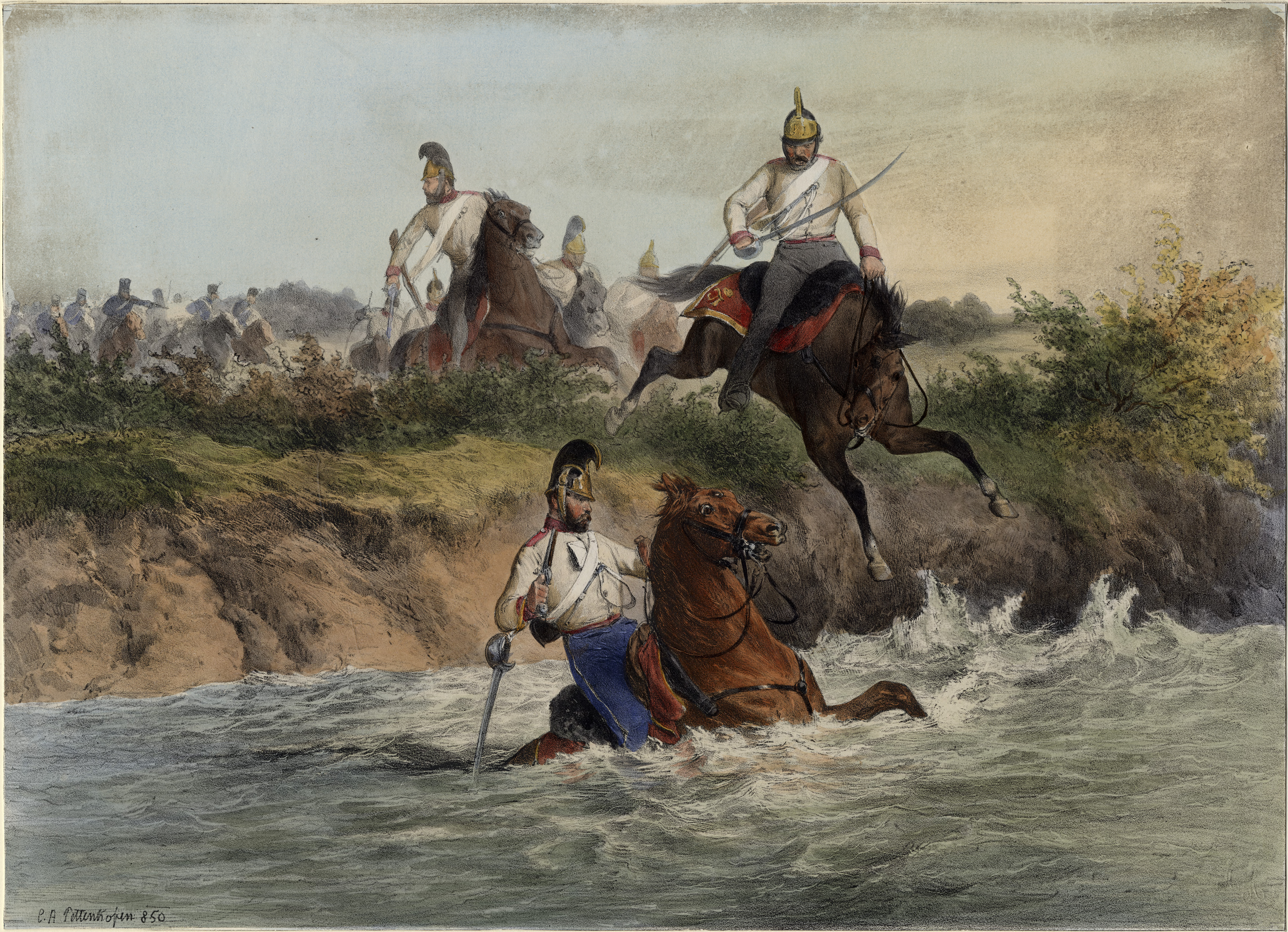
Австрийские драгуны, преследуемые венгерскими гусарами.
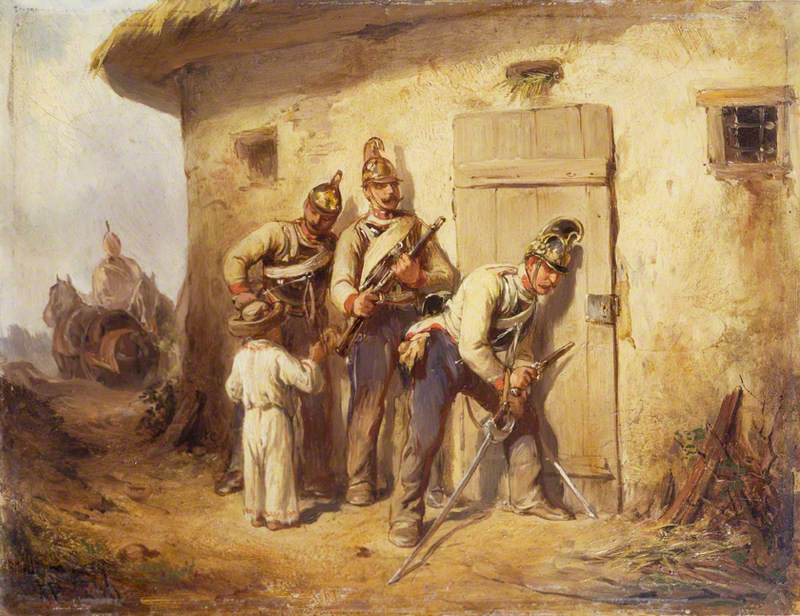
Засада
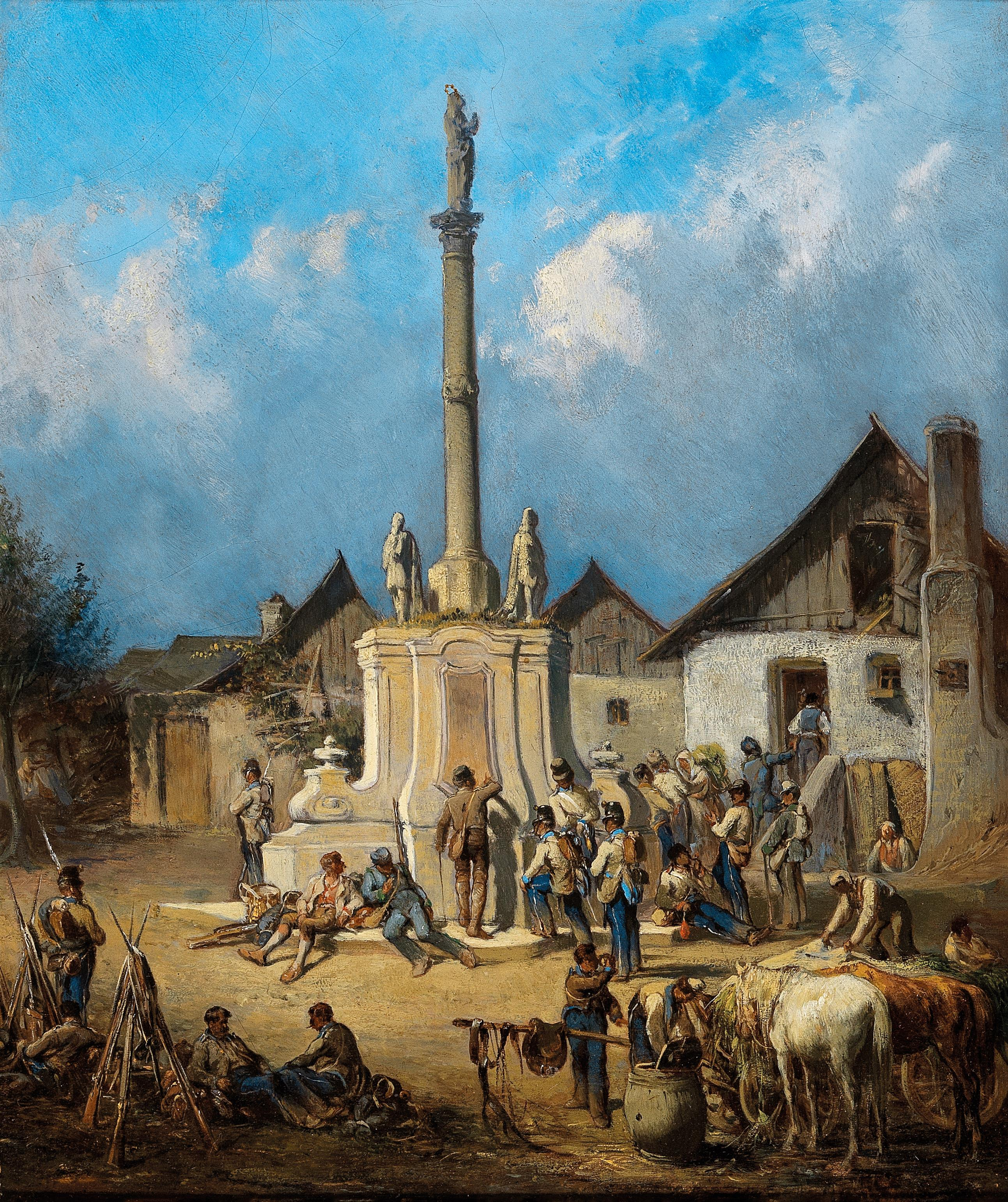
Солдаты, отдыхающие у подножья колонны Марии
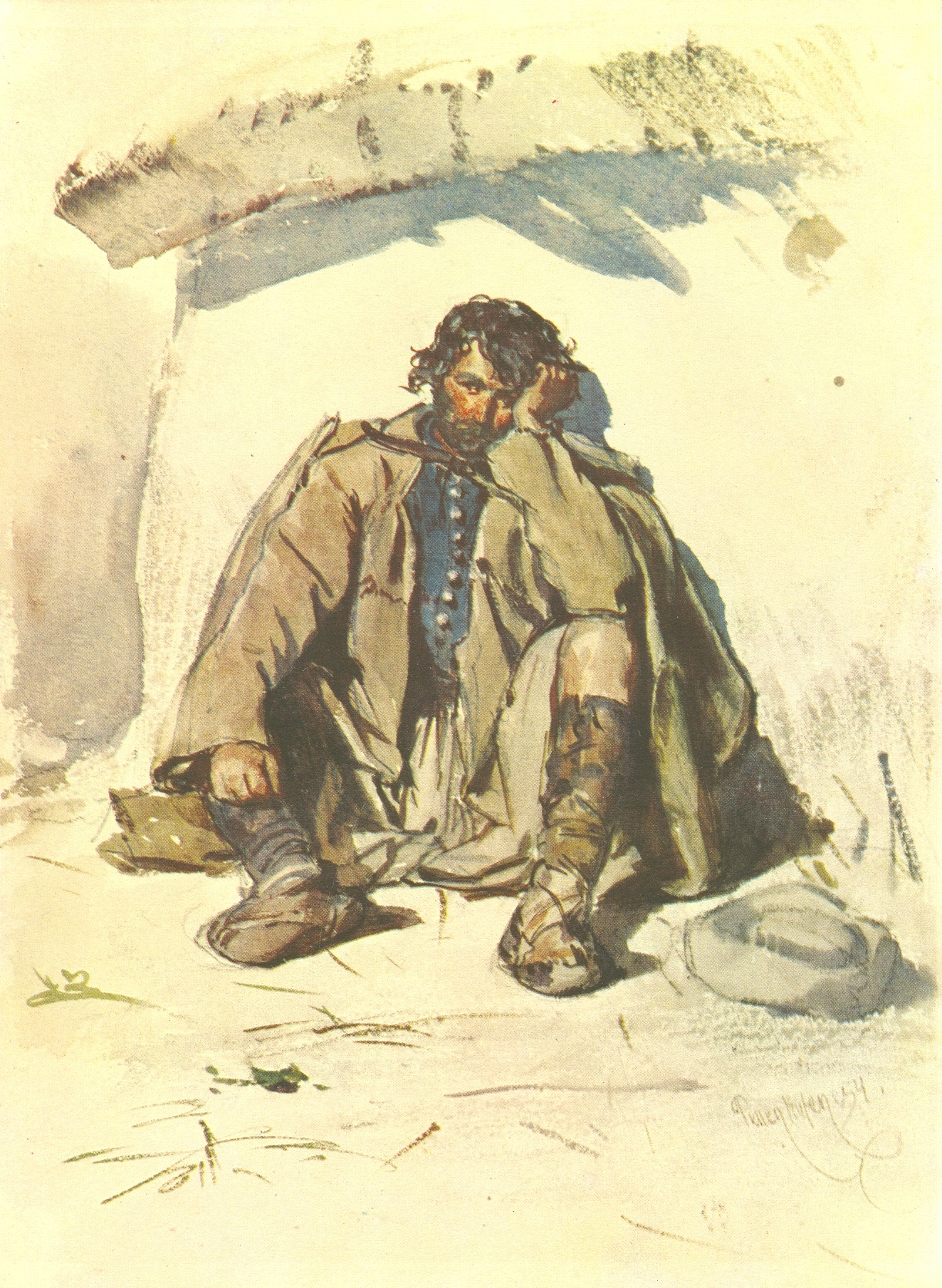
Венгерский крестьянин (венгерский повстанец?)
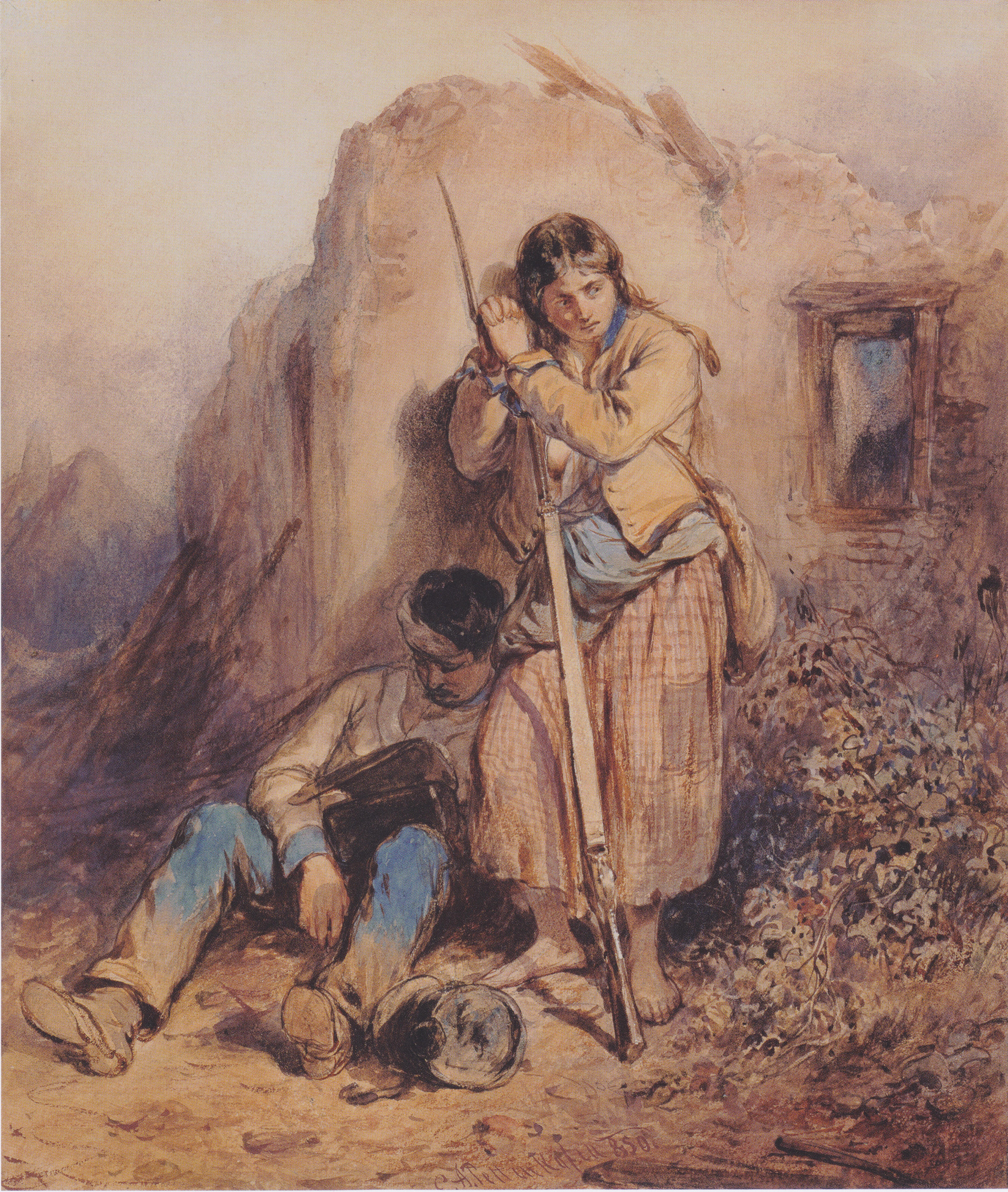
Женщина, охраняющая покой раненого солдата
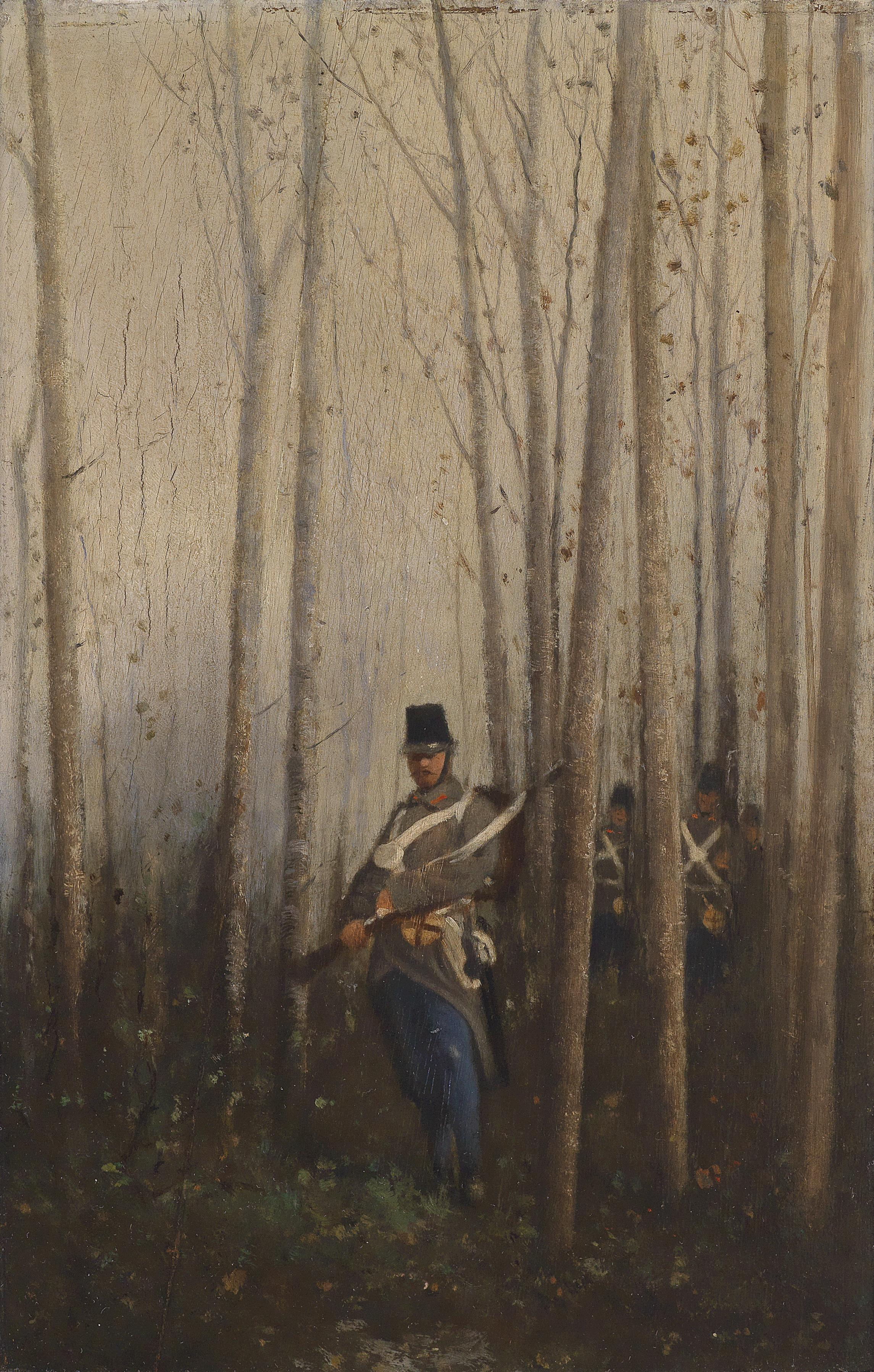
Солдаты в лесу
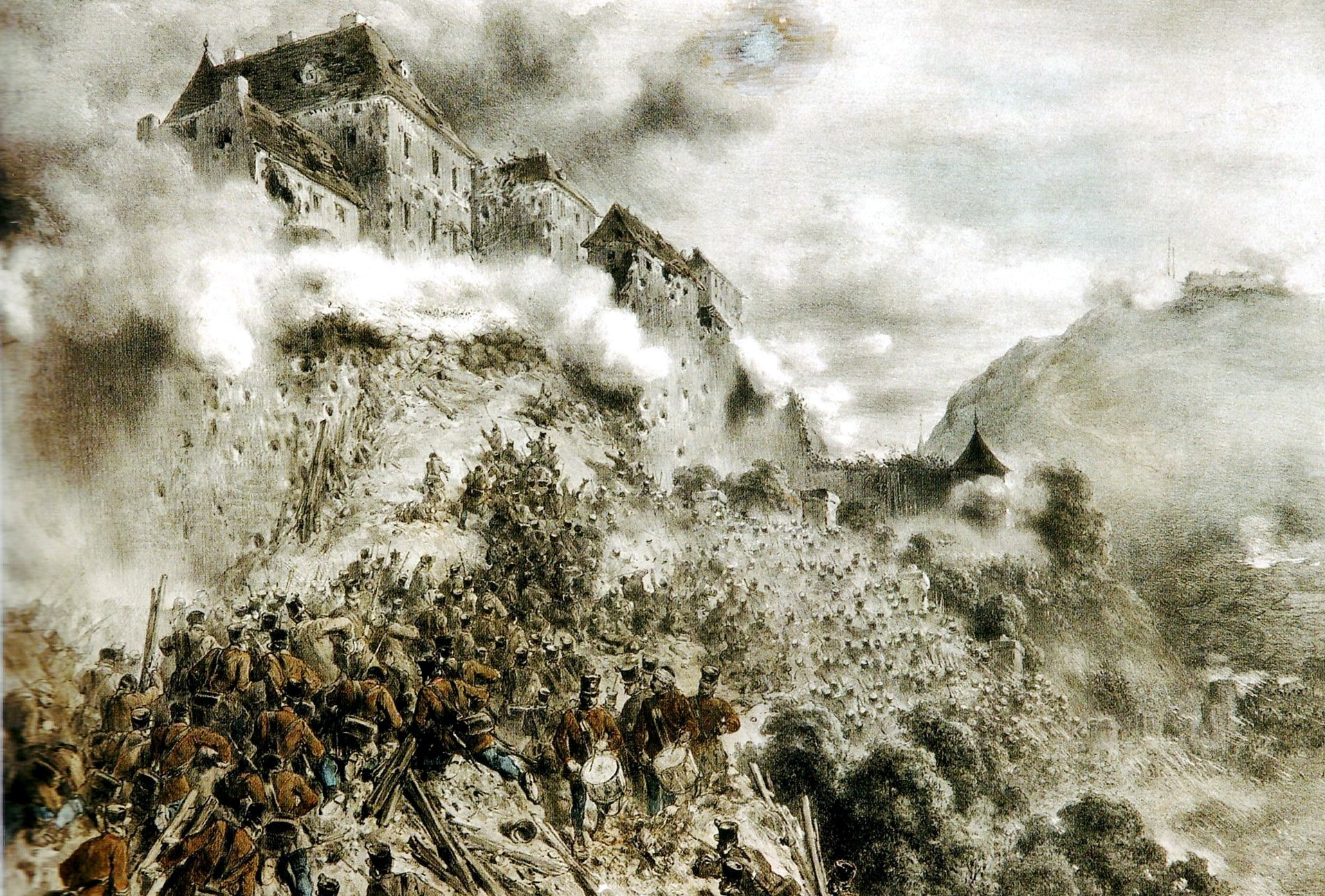
Штурм Будайской крепости
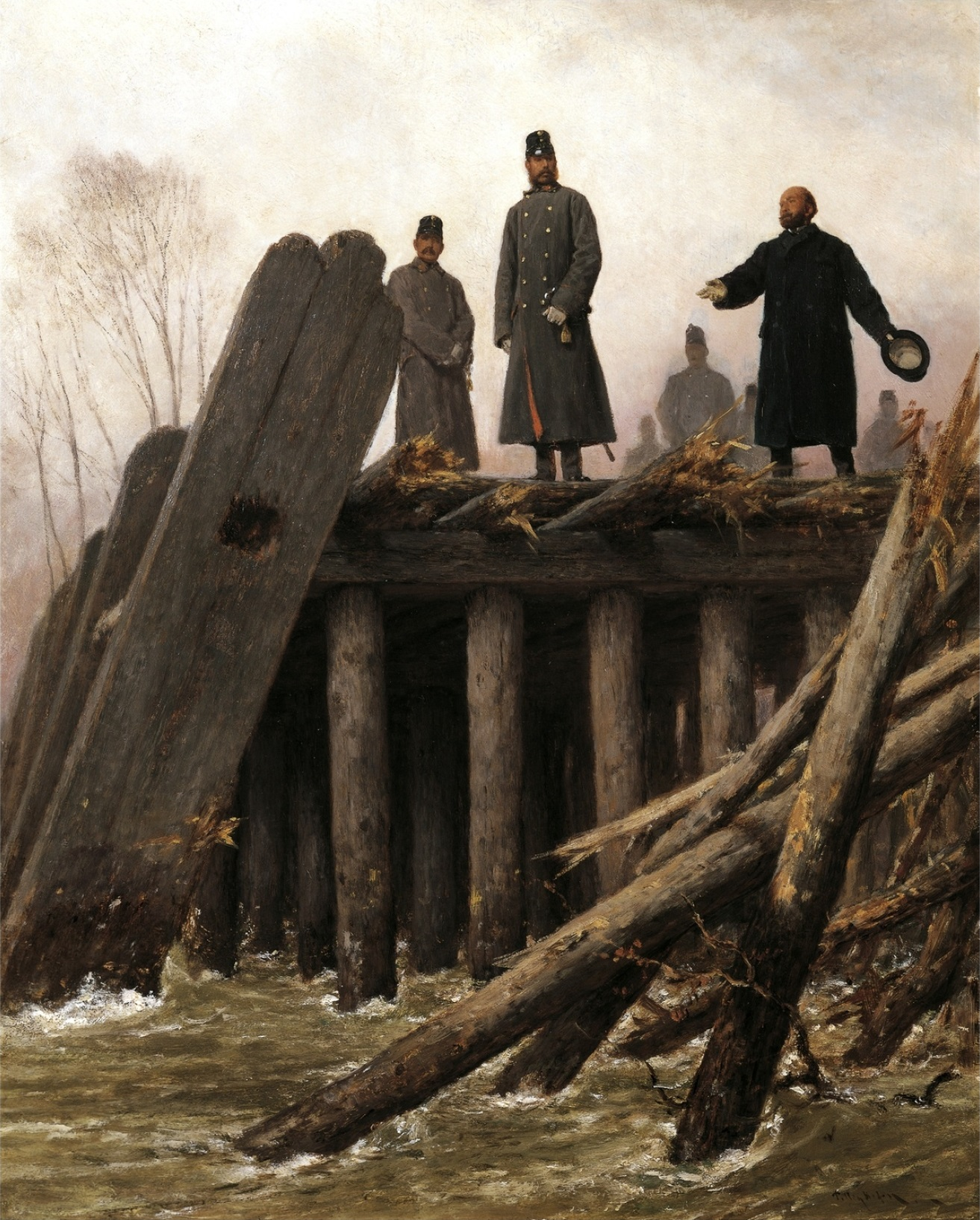
Император Франц Иосиф на Таборском мосту
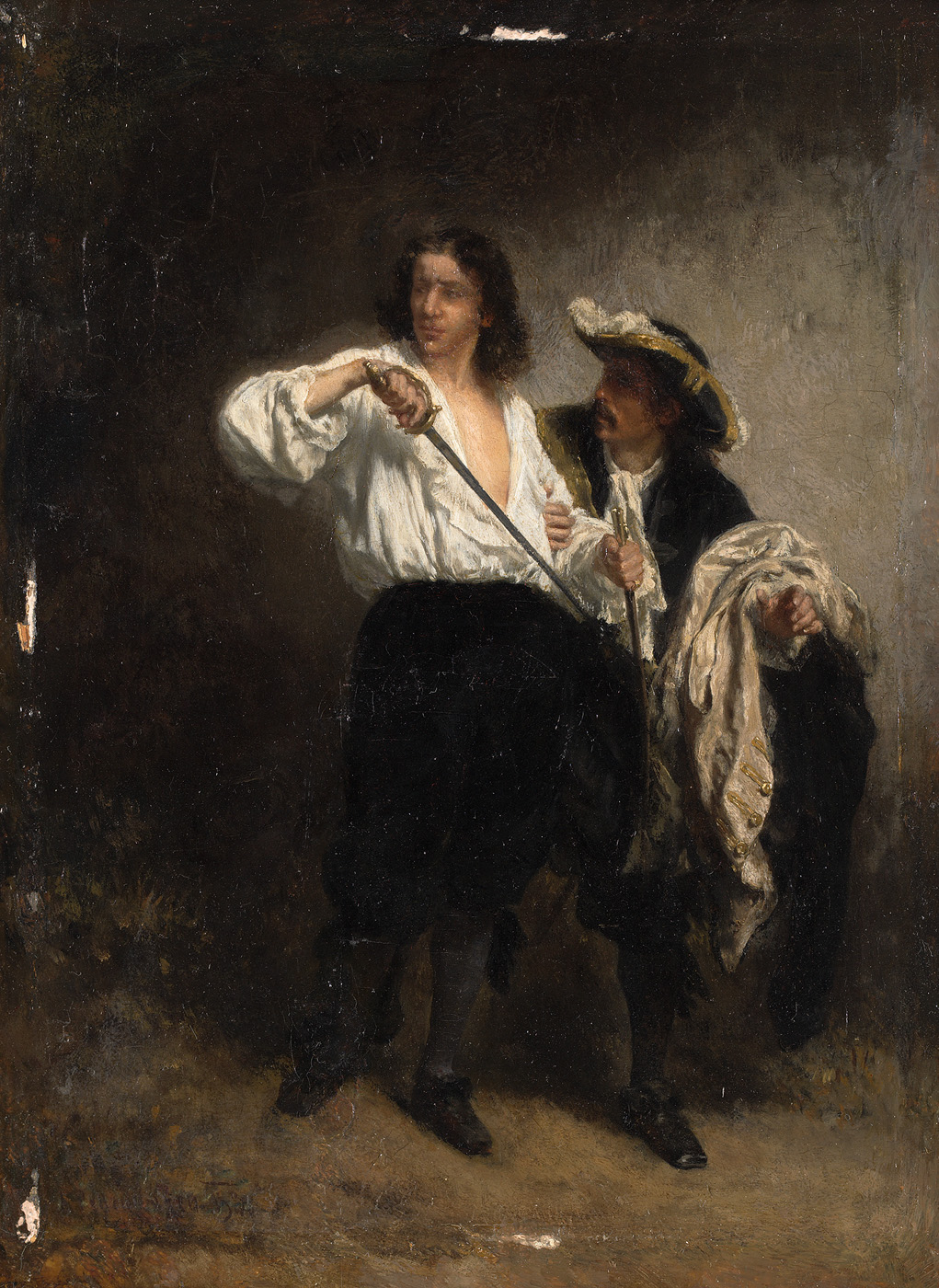
Дуэлянт
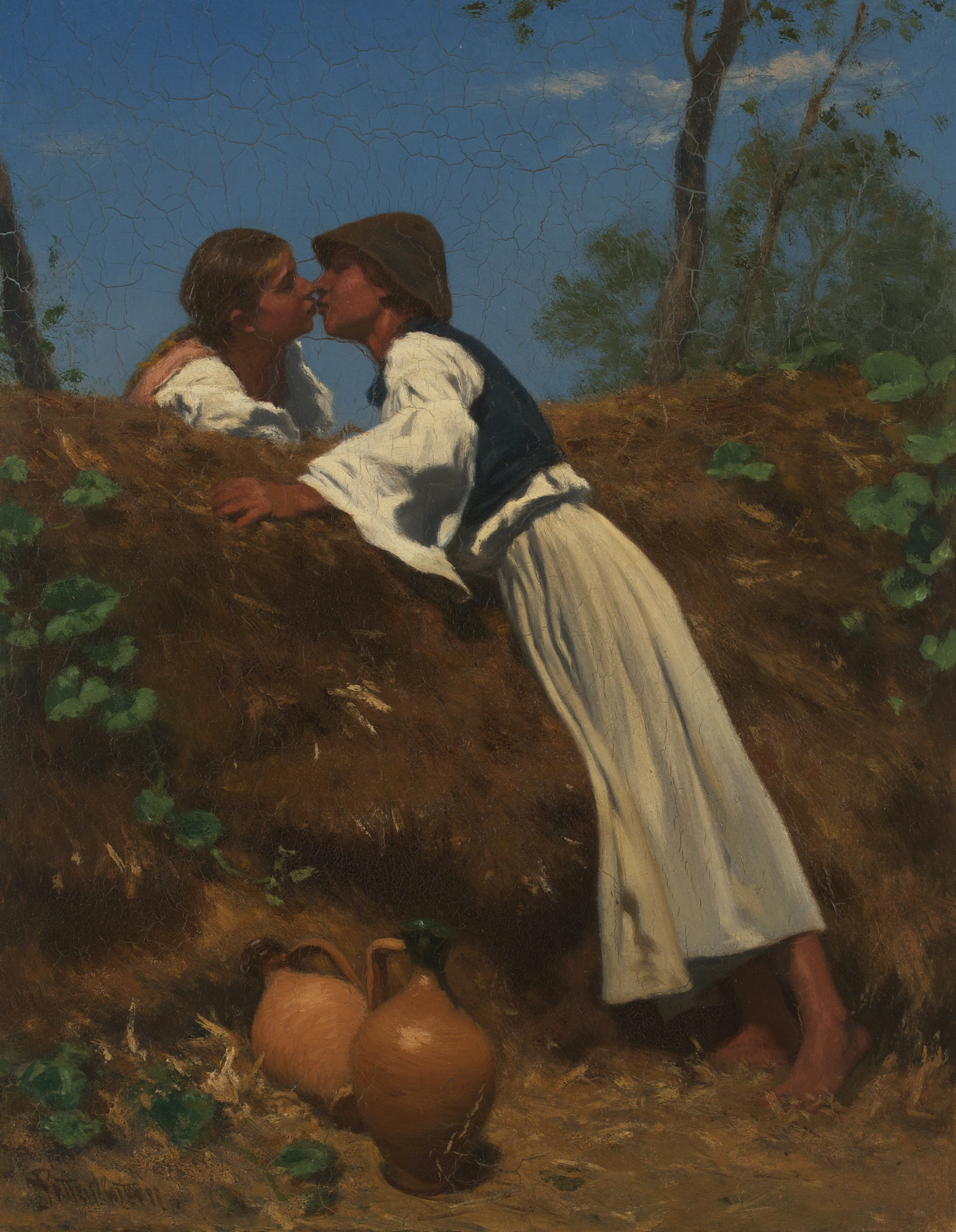
Первый поцелуй
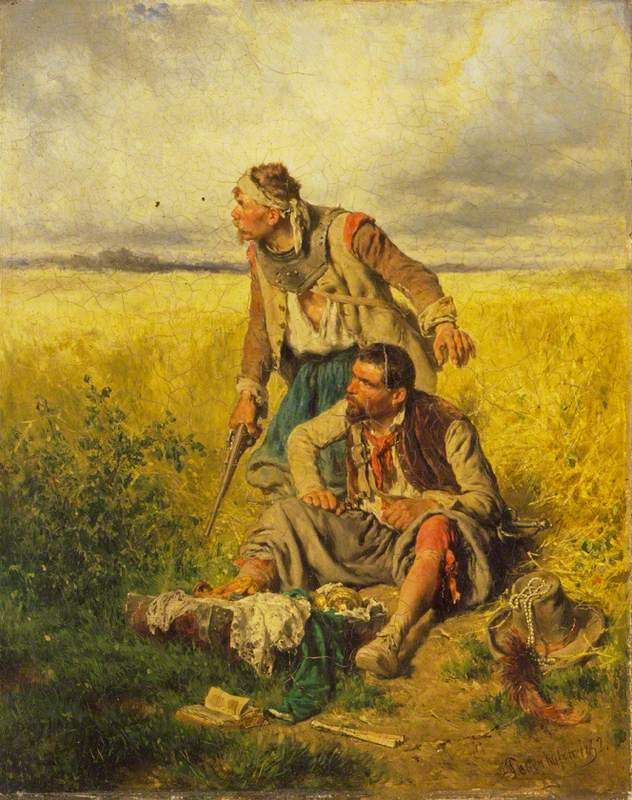
Разбойники на кукурузном поле
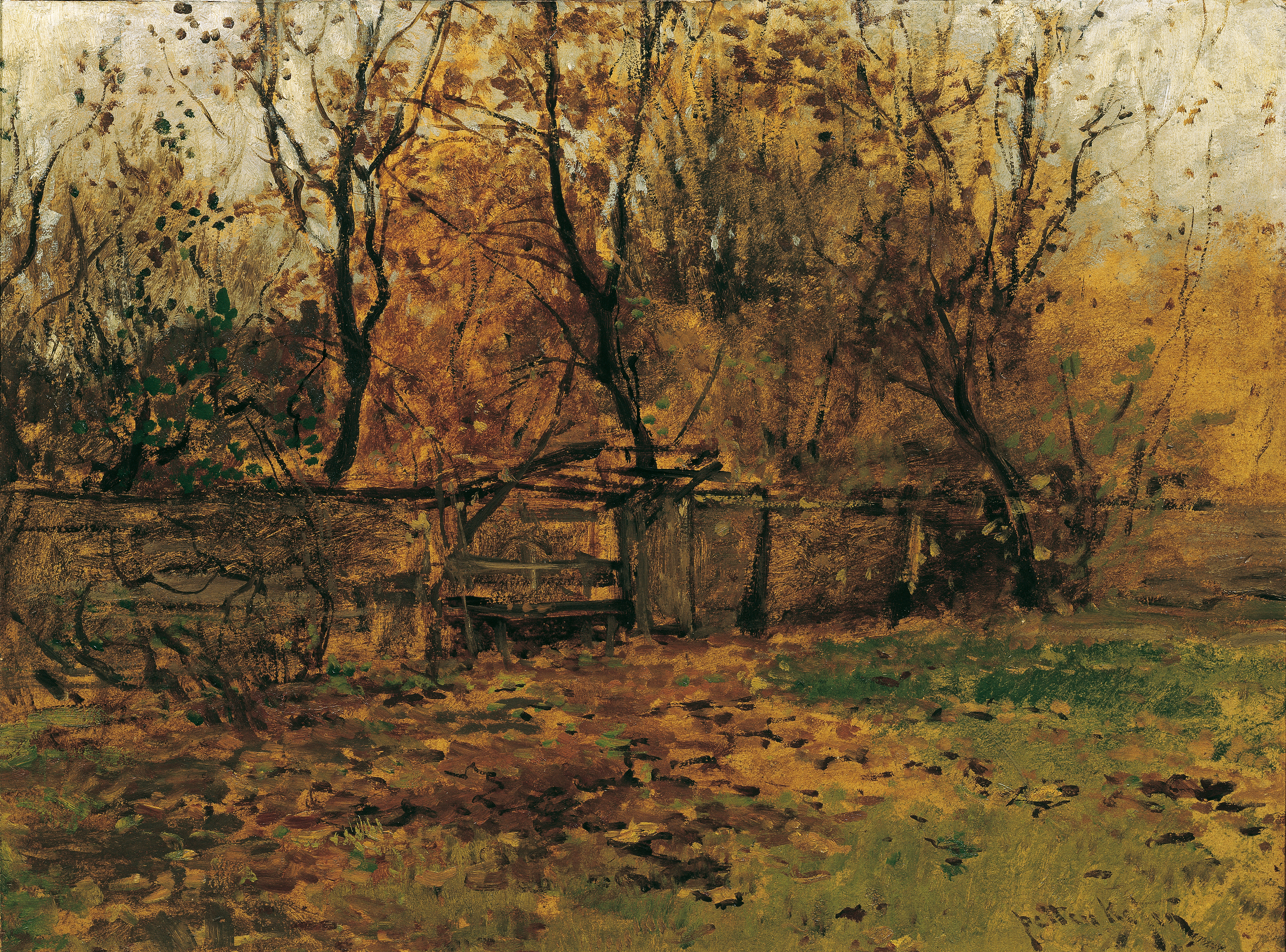
Сад художника Франца фон Ленбаха в Мюнхене осенью
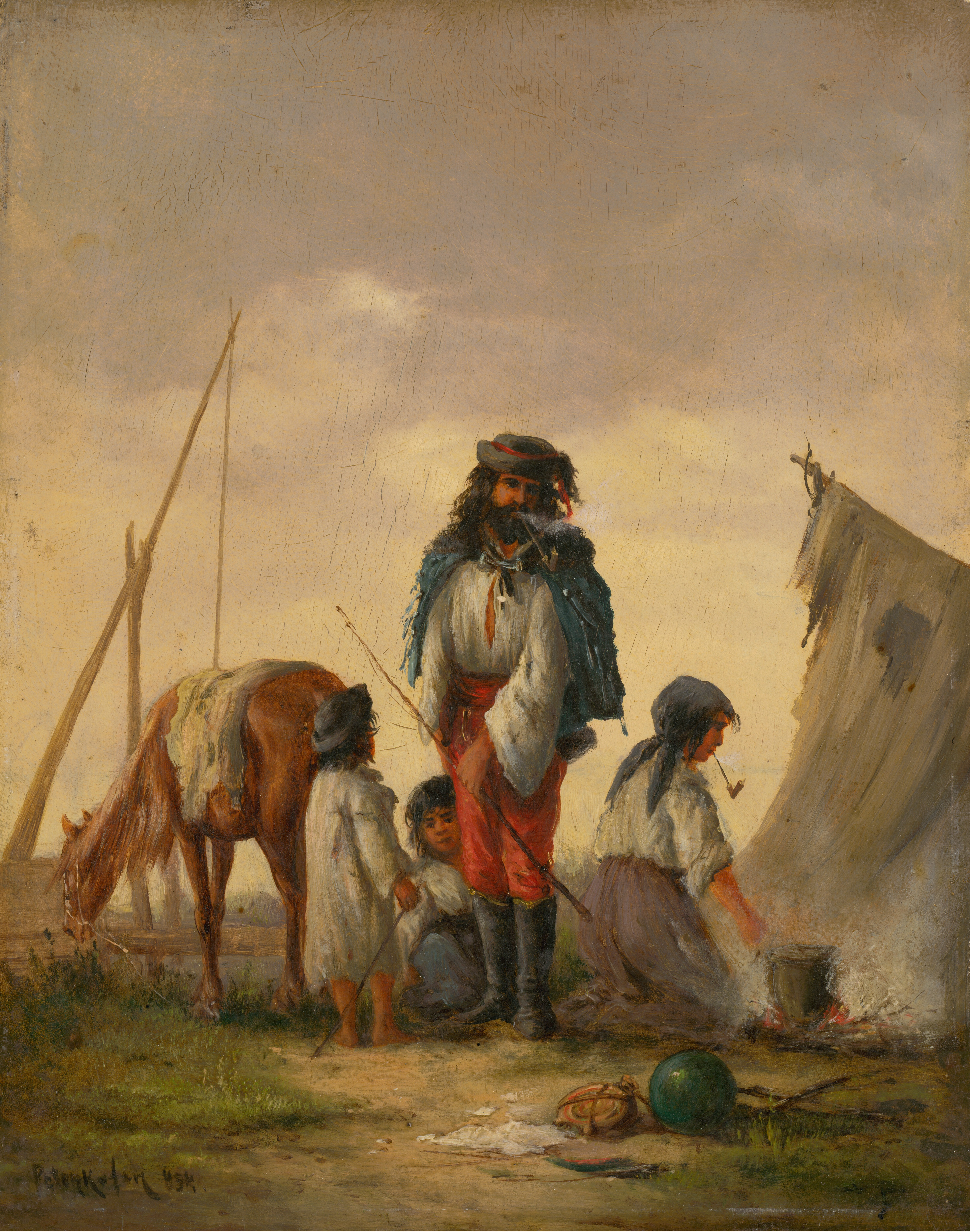
Цыганская семья
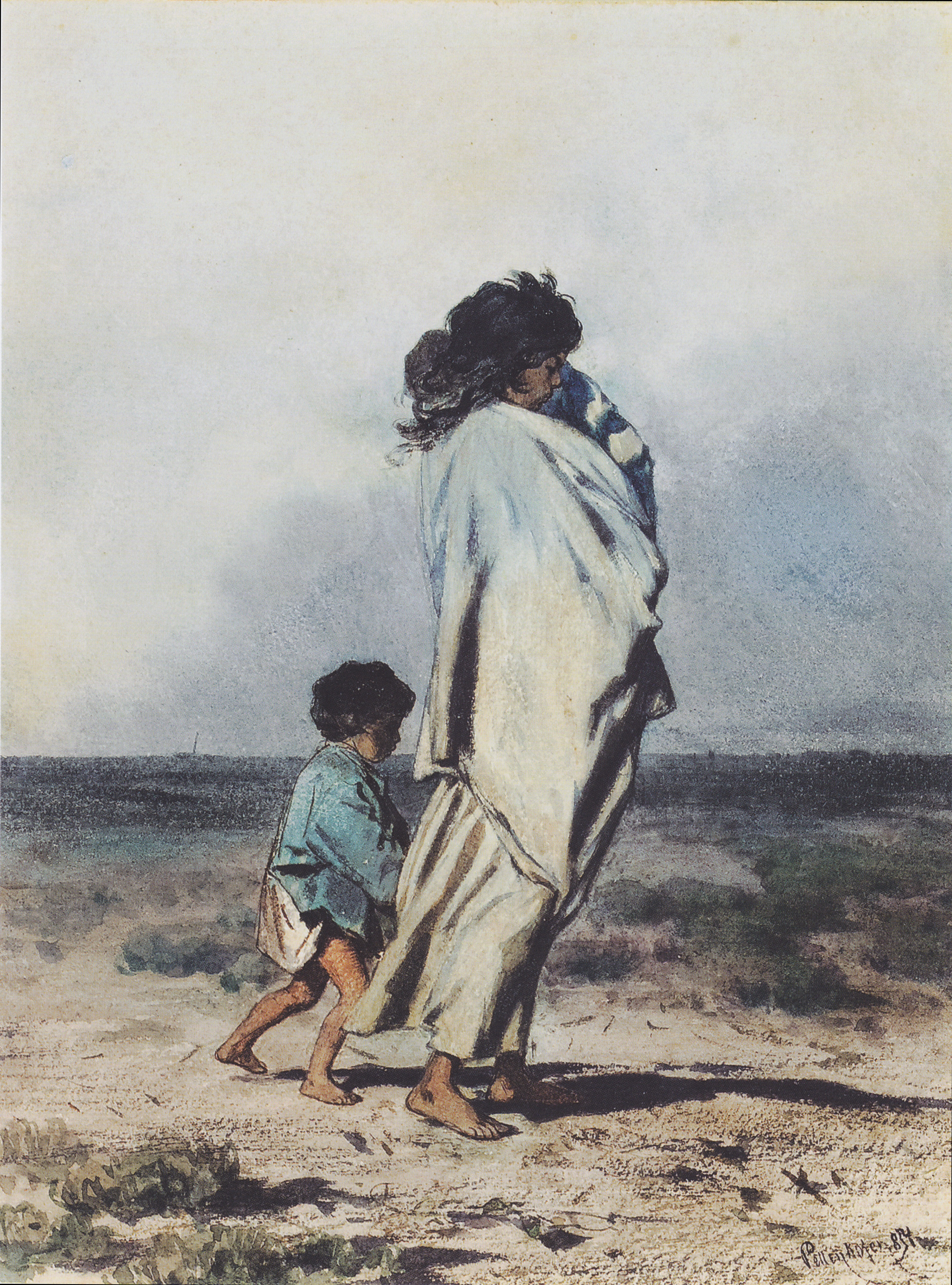
Цыганка с детьми
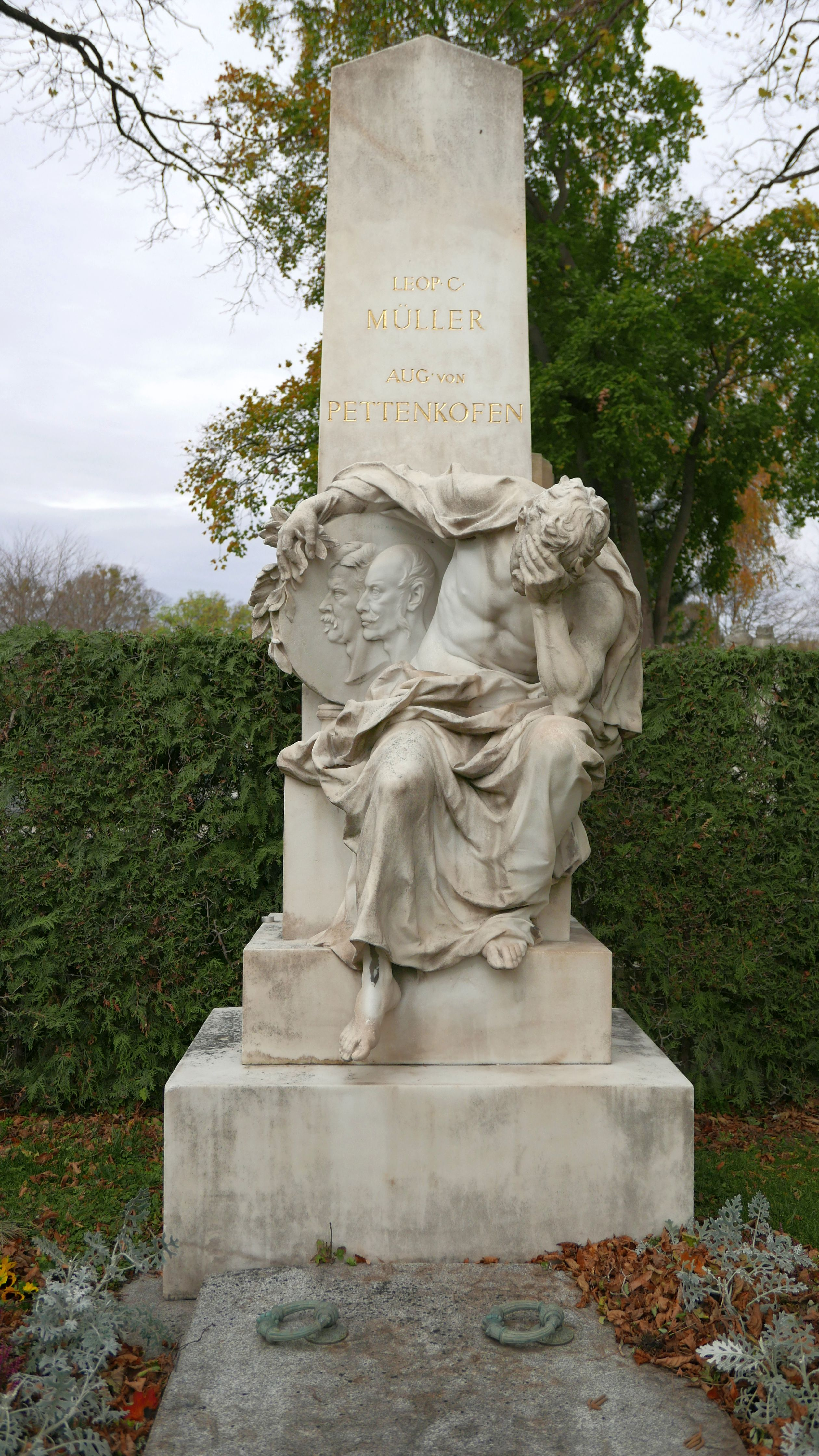
Надгробие Августа фон Петтенкофена